# Doris Boaduwaa
Doris Boaduwaa, née le 24 décembre 2002 à Atebubu, est une footballeuse internationale ghanéenne. Elle évolue au poste d'attaquante au ŽFK Spartak Subotica.

## Biographie

### En club
Doris Boaduwaa grandit à Atebubu. À 7 ans, elle commence le football dans le club masculin des Atebubu Royals aux côtés de Grace Asantewaa. En 2016, elle rejoint l'Afia Kobi FC, puis elle est repérée en 2018 par les Hasaacas Ladies. Elle dispute son premier match avec l'équipe professionnelle en 2019 face aux Thunder Queens. Lors de la saison 2019-2020, elle termine meilleure buteuse au moment de l'arrêt du championnat à cause de la pandémie de covid-19.
Lors de la saison 2020-2021, elle inscrit 17 buts et décroche les titres en championnat du Ghana, coupe du Ghana, supercoupe du Ghana et tournoi UFOA-B, avant d'atteindre la finale de Ligue des champions africaine.
À l'été 2023, elle est recrutée par les championnes de Serbie, le ŽFK Spartak Subotica. Après avoir inscrit un but face au KI Klaksvik pour son premier match, elle marque un doublé en qualifications de Ligue des champions pour éliminer le KuPS Kuopio.

### En sélection
En 2018, elle participe aux éliminatoires de la coupe du monde U17 avec le Ghana, mais ne joue qu'un seul match. Elle prend de l'importance avec l'équipe U20, avec qui elle se qualifie pour la coupe du monde de la catégorie en 2022. Elle y marque le seul but de sa sélection.
Boaduwaa joue désormais avec l'équipe A du Ghana.

## Palmarès
Hasaacas Ladies
- Championnat du Ghana (1) :
  - Championne en 2020-2021
- Coupe du Ghana (1) :
  - Vainqueure en 2020-2021
- Supercoupe du Ghana (1) :
  - Vainqueure en 2020-2021
- Tournoi de l'UFOA-B (1) :
  - Vainqueure en 2021
- Ligue des champions africaine (0) :
  - Finaliste en 2021